# Proměny Prométheovy
Proměny Prométheovy je televizní opera (televizní hudební drama) českého skladatele Otmara Máchy na libreto Jiřího Kolaříka. Vznikla roku 1981 na zakázku Československé televize a poprvé byla vysílána 4. října 1982.
Otmar Mácha spolupracoval s Československou televizí pravidelně a napsal hudbu k řadě pořadů, zejména k dětským pořadům a k televizním seriálům. V samostatné televizní opeře se věnoval filosofickému tématu odvěkého zápasu lidstva proti temným silám, které na jedné straně brání pokroku, na druhé straně se snaží zneužít jeho výsledků. Ke starověké báji o Prométheovi, který proti vůli olympských bohů ukradl oheň a přinesl jej lidem, za což byl bohy potrestán, jsou připojeny dvě historické paralely: zápas vědce Giordana Bruna s předsudky zastávanými církví a střet Alberta Einsteina s výrobci jaderných zbraní ohledně zneužití nových vědeckých poznatků proti lidstvu. Scénář využívá specifické technické možnosti televize; hudba je expresivní a hutná.
Televizní inscenaci trvající celkem 48 minut scenáristicky dotvořili a režírovali Adam Rezek a Jan Bonaventura, kameramanem byl Jan Osten. Trojroli Prométhea, Giordana Bruna a Alberta Einsteina zpívá basista Vilém Zítek a hraje Zdeněk Řehoř, jeho protihráče zastupujícího olympské bohy, církev a výrobce atomových zbraní zpívá rovněž basista Karel Berman a hraje Vladimír Ráž, vedle nich vystupuje Jana Štěpánková (zpívá Libuše Márová), Kühnův smíšený sbor a tanečníci různých pražských souborů na choreografii Jana Hartmanna. Hudbu nahrál Symfonický orchestr hlavního města Prahy FOK řízený Jiřím Bělohlávkem.
Inscenace byla oceněna 2. místem v prestižní světové soutěži hudebních televizních děl v Salcburku v roce 1983 a v témže roce získala i hlavní cenu televizního festivalu Zlatá Praha. Skladatel s ní však nebyl spokojen; podle jeho pozdějšího vyjádření režisér dílo „svévolně posunul do jiné ideové roviny“.